# Tokio E-Prix
Der Tokio E-Prix ist ein Automobilrennen der FIA-Formel-E-Weltmeisterschaft in Tokio, Japan. Er wurde erstmals 2024 ausgetragen und war das erste Motorsportrennen im Stadtgebiet sowie das erste Rennen der FIA-Formel-E-Weltmeisterschaft in Japan.

## Geschichte

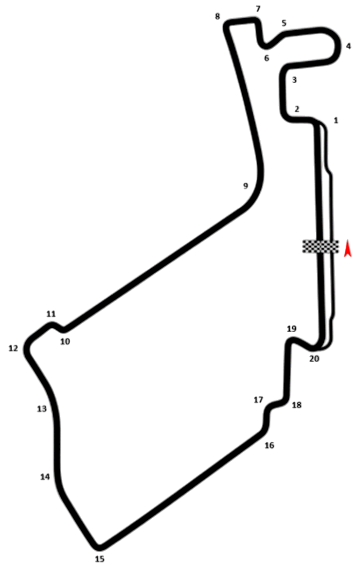
Layout der Formel-E-Rennstrecke in Tokio

Bereits 2022 unterzeichnete die FIA-Formel-E-Weltmeisterschaft mit dem Tokioter Regionalparlament eine Vereinbarung, um ein Rennen in der japanischen Hauptstadt auszutragen. Im Juni 2023 tauchte der Tokio E-Prix erstmals im Rennkalender für die Folgesaison auf. Bereits vor dem ersten Rennen wurde bekanntgegeben, dass auch für die Saison 2024/25 bereits ein Rennen in Tokio ab dem 17. Mai 2025 geplant ist.
Für das Rennen wurde rund um das Messezentrum Tokyo Big Sight ein temporärer Rennkurs mit einer Länge von 2,585 km errichtet. Fahrerlager und Boxenanlagen wurden an der Hafenpromenade der Bucht von Tokio platziert. Damit war das Rennen vergleichbar mit dem Ansatz des Hongkong E-Prix.

Die erste Austragung des Rennens gewann Maximilian Günther vor Oliver Rowland und Jake Dennis. Am 17. und 18. Mai 2025 ist ein "Double-Header"-Event mit zwei Rennen geplant.

## Ergebnisse
| Auflage | Saison  | Strecke              | Sieger                                   | Zweiter                                            | Dritter                                      | Pole-Position                          | Schnellste Runde                       |
| ------- | ------- | -------------------- | ---------------------------------------- | -------------------------------------------------- | -------------------------------------------- | -------------------------------------- | -------------------------------------- |
| 1       | 2023/24 | Tokyo Street Circuit | Maximilian Günther (Maserati MSG Racing) | Oliver Rowland (Nissan Formula E Team)             | Jake Dennis (Andretti Formula E)             | Oliver Rowland (Nissan Formula E Team) | Sam Bird (Neom McLaren Formula E Team) |
| 2.1     | 2024/25 | Tokyo Street Circuit | Stoffel Vandoorne (Maserati MSG Racing)  | Oliver Rowland (Nissan Formula E Team)             | Taylor Barnard (Neom McLaren Formula E Team) | Oliver Rowland (Nissan Formula E Team) | Nick Cassidy (Jaguar TCS Racing)       |
| 2.2     | 2024/25 | Tokyo Street Circuit | Oliver Rowland (Nissan Formula E Team)   | Pascal Wehrlein (TAG Heuer Porsche Formula E Team) | Daniel Ticktum (Cupra Kiro)                  | Oliver Rowland (Nissan Formula E Team) | Sam Bird (Neom McLaren Formula E Team) |